# Sıqalonu
Sıqalonu è un comune dell'Azerbaigian situato nel distretto di Astara. Conta una popolazione di 403 abitanti.